# Като (язык)
Като (Batem-Da-Kai-Ee, Cahto, Kai Po-Mo, Kato, Tlokeang) — мёртвый атабаскский язык, на котором раньше говорил народ като, который проживает в индейской резервации Лэйтонвилль на северо-западе штата Калифорния в США. Это один из 4 языков, принадлежащих калифорнийскому атабаскскому кластеру тихоокеанских атабаскских языков.